# Aurora Salvador
Aurora Salvador Colorado (Puerto Real, 1969) es una médica y política española de Izquierda Unida y alcaldesa de Puerto Real desde mayo de 2023.
De profesión médica de urgencias. Se unió a Izquierda Unida en 2015. En 2019 se presenta en la lista electoral en el puesto cuarto por el Grupo Adelante Puerto Real (Podemos + Izquierda Unida) siendo concejala en la oposición del ayuntamiento de Puerto Real hasta mayo de 2023. Su compromiso social ha estado siempre ligado a las asociaciones de madres y padres, durante algo más de tres años ha sido presidenta de la FLAMPA (Federación de Asociaciones de Madres y Padres de Puerto Real).  
Es médica de urgencias en el hospital Universitario de Puerto Real, en la provincia de Cádiz (España), y anteriormente, trabajó en el SAS de Jerez. 
En 2022 lidera el proceso de creación de la Confluencia de Izquierdas para la Gente, una coalición formada por Izquierda Unida, Verdes Equo y  tránsfugas de Podemos. 
En las elecciones municipales de 2023 Aurora Salvador consigue que la Confluencia de Izquierdas se convierta en el partido más votado, y el 28 de mayo es elegida alcaldesa de Puerto Real, que desde entonces gobierna con mayoría simple.